# سولخان-سابا اوربلیانی
شاهزاده سولخانْ-سابا اُرْبِلیانی (به گرجی: სულხან-საბა ორბელიანი) (زادهٔ ۴ نوامبر ۱۶۵۸ گرجستان، درگذشت ۲۶ ژانویه ۱۷۲۵ روسیه) یک نویسنده، اندیشمند و سیاست‌مدار گرجی بود که به مذهب کاتولیک رومی از دین مسیحیت تعلق داشت.

## منابع

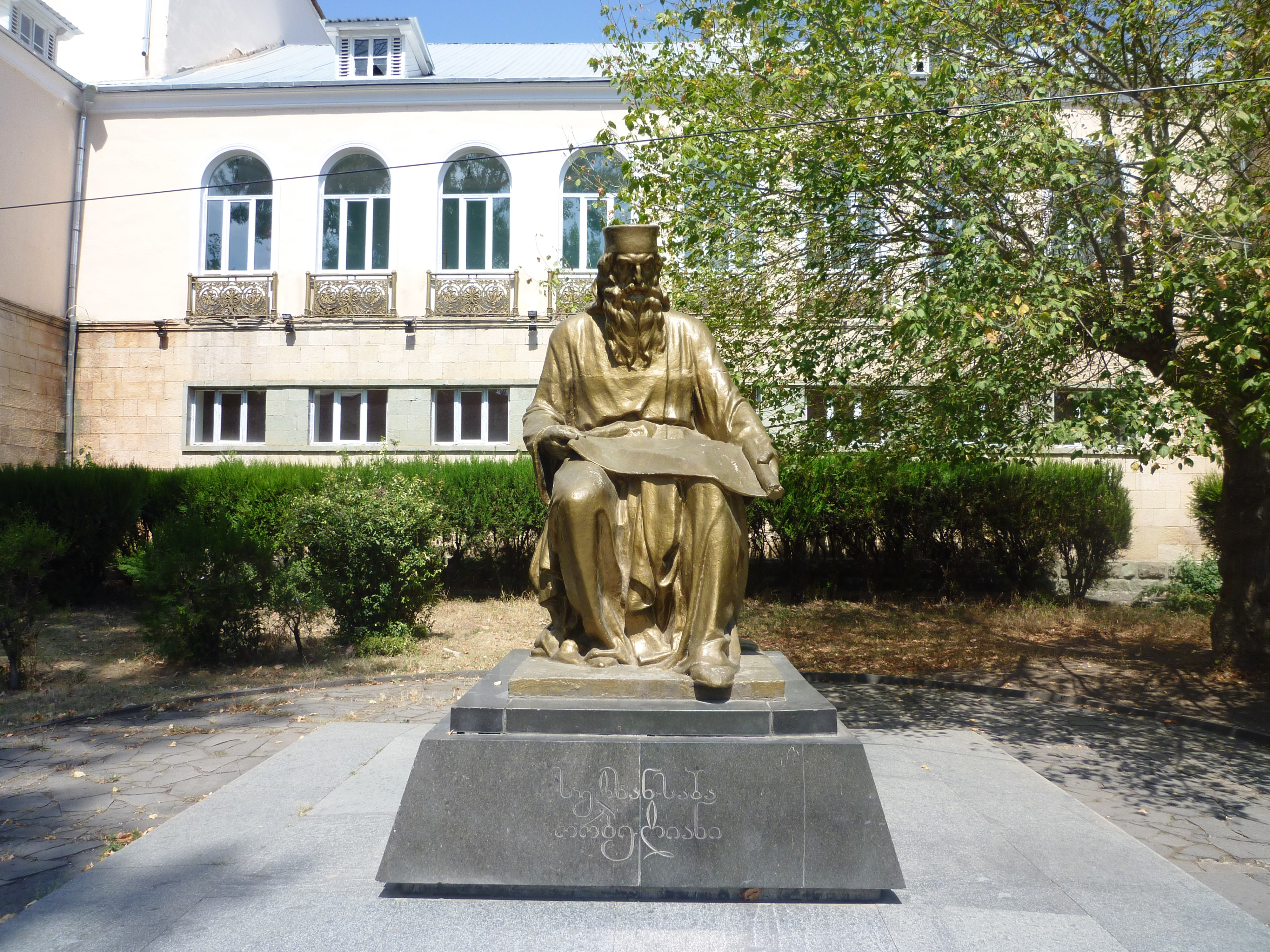
تندیس سولخان-سابا اوربلیانی در بولنیسی

## آثار
- سفرنامه اروپا
- ترجمه کلیله و دمنه
- مجموعه قصه های حکمت دروغین
- درب بهشت
- حکایتهای گرجی